# Peace of Mind
Peace Of Mind – trzeci album studyjny japońskiego piosenkarza Kōshiego Inaby, wydany 22 września 2004 roku. Ukazał się w dwóch edycjach: CD i CD+DVD. Osiągnął 1 pozycję w rankingu Oricon i pozostawał na liście przez 11 tygodni, sprzedał się w nakładzie 297 103 egzemplarzy.
Album zdobył status platynowej płyty.

## Lista utworów
| CD  |                                                                                        |      |
| Nr  | Tytuł                                                                                  | Czas |
| 1.  | „Okaeri” (jap. おかえり)                                                               | 2:47 |
| 2.  | „Wonderland”                                                                           | 4:04 |
| 3.  | „THE RACE”                                                                             | 4:49 |
| 4.  | „Shōmen shōtotsu” (jap. 正面衝突)                                                      | 4:29 |
| 5.  | „Suiheisen” (jap. 水平線)                                                              | 4:44 |
| 6.  | „Subete no shiawase o oazuke ni” (jap. すべての幸せをオアズケに)                       | 4:41 |
| 7.  | „Tamayura”                                                                             | 5:42 |
| 8.  | „Hazumu sekai” (jap. ハズムセカイ)                                                     | 4:18 |
| 9.  | „Kōfuku e no nagai sakamichi” (jap. 幸福への長い坂道)                                  | 2:49 |
| 10. | „Yokorenbo” (jap. 横恋慕)                                                              | 4:12 |
| 11. | „SAIHATE HOTEL”                                                                        | 3:54 |
| 12. | „I AM YOUR BABY”                                                                       | 4:34 |
| 13. | „Tōmei ningen” (jap. 透明人間)                                                         | 4:49 |
| 14. | „Ano inochi kono inochi” (jap. あの命この命)                                           | 3:36 |
| DVD |                                                                                        |      |
| Nr  | Tytuł                                                                                  | Czas |
| 1.  | „Shōmen shōtotsu” at THE ROCK ODYSSEY 2004 (jap. 「正面衝突」at THE ROCK ODYSSEY 2004) |      |

## Notowania
| Lista                      | Pozycja |
| -------------------------- | ------- |
| Oricon Weekly Albums Chart | 1       |
| Oricon Yearly Albums Chart | 48      |